# اومپفرشتدت
اومپفرشتدت (به آلمانی: Umpferstedt) یک شهر در آلمان است که در وایمارر لاند واقع شده‌است. اومپفرشتدت ۶۳۸ نفر جمعیت دارد.